# Miro Vuco
Miro Vuco (Vojnić Sinjski, 15. septembra 1941) hrvatski je akademski vajar. Profesor je vajarstva na Akademiji likovnih umjetnosti u Zagrebu.

## Biografija
Nakon završene Škole primenjenih umetnosti u Splitu upisuje Pedagošku akademiju, no pre kraja prvog semestra odlučuje se za studij vajarstva. Diplomirao 1967. na Akademiji likovnih umjetnosti u Zagrebu u klasi prof. Antuna Augustinčića. Bio je saradnik Majstorske radionice Antuna Augustinčića (1969—1971). Od 1984. do 1986. radi kao profesor na Školi primijenjene umjetnosti u Zagrebu. 1986. godine izabran je za asistenta na Akademiji likovnih umjetnosti, gde od tada stalno radi
i napreduje do zvanja redovnog profesora (vajarstvo) 1997. Jedan od osnivača grupe Biafra (1970–1978), u okviru koje je produbljivao ekspresionističku poetiku Valerija Michielija, te se suprotstavlja dominirajućoj teoriji savremenog formalizma i vladajućoj estetici, i okreće se iskazu art bruta i zajedno sa ostalim članovima grupe sukobljava sa tadašnjim dominantnim likovnim trendovima.
Oblikuje provokativnu i polemičnu figurativnu skulpturu, koja nastaje upravo u toj težnji za prekoračenjem normi tradicionalne estetike. U ciklusu Slikarije (1978) slikovito je spajao grafičke i slikarske elemente, a nakon 1980. radio je reljefe u poliesteru u duhu figurativnoga informela (Pobjednici disciplina, 1981). Socijalno-provokativan kontekst što ga je započeo u ciklusu terakota Lijeve postole i ino (1987) proteže se do skulptura potonjem razdoblju (Tri koraka, 1998). Vodeći je predstavnik angažirane figuracije šokantnih prizora i ekspanzivne plastične energije u Hrvatskoj.
Autor je javnih spomenika, među kojima su najpoznatiji Tin Ujević u Zagrebu (1990), „Zajednička kuća“ u Samoboru (1994), skulptura „Kamen temeljac“ u zagrebačkoj Aleji skulptura (1996), Ante Starčević u Osijeku (2006), Bademi Sokolović u Zagrebu, Franjo Tuđman na Kninskoj tvrđavi u Kninu, Stjepan Filipović u Opuzenu (1978) zajedno sa vajarom Stjepanom Gračanom, miniran 1991. i spomenik Veljku Vlahoviću u Osijeku, podignut 1976. i srušen 1991. godine.
Od 1967. učestvuje na preko 200 mahom žiriranih izložbi u zemlji i inostranstvu, a organizuje i 28 samostalnih izložbi, od kojih se posebno ističu: XXIX. Salon de la Jelune Sculpture (Pariz, 1977), 4. bijenale jugoslovenske skulpture (Pančevo, 1987), 1000 godina hrvatske skulpture (Zagreb, 1991), 125 vrhunskih djela hrvatskih umjetnika (Zagreb, 1996) — od kolektivnih, problemskih i koncepcijskih izložbi, kao i sledeće istaknute samostalne izložbe: 15 izložba “Biafre”, Umjetnički paviljon, 1978, Zagreb; Cipele, Galerija “Forum”, Zagreb, 1987; crteži, Poreč, 1992; skulpture, Pula; crteži, Osijek, 1994; grafike, galerija “Forum”, Zagreb.
Dobitnik je niza značajnih nagrada, između ostalog i nagrade Salona mladih, nagrade 9., 11. i 15. Zagrebačkog salona (1975, 1980, 1987), Nagrade za crtež na zagrebačkom bijenalu crteža 1993, Godišnje nagrade HDLU-a 1994, te nagrade za spomenik Tinu Ujeviću u Zagrebu. Dobitnik je nagrade za životno delo Hrvatskog društva likovnih umetnika (HDLU) 2017. godine.

## Galerija
- Spomenik Tinu Ujeviću u Zagrebu, rad Mira Vuce
- Spomenik Anti Starčeviu na Trgu Ante Starčevia u Osijeku, Miro Vuco
- Spomenik Franji Tuđmanu na Kninskoj tvrđavi, Miro Vuco

## Literatura
- Akademija likovnih umjetnosti 1907 — 1997 (ur. Dubravka Babić, Miroslav Gašparović, Miroslav Šutej & Ante Rašić) (PDF). Zagreb: Akademija likovnih umjetnosti Sveučilišta u Zagrebu. 2002.
- Kauzlarić-Atač, Zlatko; Ekl, Vanda (1990). Zlatko Kauzlarić-Atač, Miro Vuco, Stjepan Gračan: Gradina Trsat Rijeka : 18. srpanj - 18. kolovoz 1990. Rijeka: Hrvatsko društvo likovnih umjetnika.  15117826
- Kuhar, Robert (2014). Diskontinuitet u skulpturi (doktorski rad) (PDF). Zagreb: Akademija likovnih umjetnosti Sveučilišta u Zagrebu.
- Šimat Banov, Ive; Bavoljak, Darko (2015). Miro Vuco. Zagreb: Akademija likovnih umjetnosti Sveučilišta u Zagrebu.
- Vujčić, Davorin (2007). „Majstorske radionice likovnih umjetnosti: Majstorska radionica Antuna Augustinčića” (PDF). Anali Galerije Antuna Augustinčića. Klanjec: Galerija Antuna Augustinčića. XXVI (2006) (26): 35—86.
- 65275399